# Championnat du Luxembourg de football 1958-1959
Navigation
Saison précédente Saison suivante
La saison 1958-1959 du Championnat du Luxembourg de football était la 45e édition du championnat de première division au Luxembourg. Les douze meilleurs clubs du pays se retrouvent au sein d'une poule unique, la Division Nationale, où ils s'affrontent deux fois, à domicile et à l'extérieur. À l'issue du championnat, les deux derniers du classement sont relégués et remplacés par les deux meilleurs clubs de Division d'Honneur, la deuxième division luxembourgeoise.
C'est le club de la Jeunesse d'Esch, tenant du titre, qui termine en tête du classement du championnat cette saison, avec 6 points d'avance sur un trio composé des Red Boys Differdange, du Stade Dudelange et du CA Spora Luxembourg. C'est le 6e titre de champion de l'histoire de la Jeunesse.

## Les 12 clubs participants
| - Stade Dudelange - Jeunesse Wasserbillig - Promu de Division d'Honneur - Red Boys Differdange - CS Grevenmacher - CA Spora Luxembourg - Chiers Rodange | - AS La Jeunesse d'Esch - Union Luxembourg - Progrès Niedercorn - National Schifflange - Promu de Division d'Honneur - SC Tétange - Alliance Dudelange |

## Compétition

### Classement
Le barème utilisé pour établir le classement est le suivant :
- Victoire : 2 points
- Match nul : 1 point
- Défaite : 0 point

| Rang | Équipe                    | Pts | J  | G  | N  | P  | Bp | Bc | Diff |
| ---- | ------------------------- | --- | -- | -- | -- | -- | -- | -- | ---- |
| 1    | Jeunesse d'Esch (T)       | 32  | 22 | 14 | 4  | 4  | 55 | 22 | +33  |
| 2    | CA Spora Luxembourg       | 26  | 22 | 10 | 6  | 6  | 49 | 40 | +9   |
| 3    | Red Boys Differdange      | 26  | 22 | 11 | 4  | 7  | 39 | 32 | +7   |
| 4    | Stade Dudelange           | 26  | 22 | 9  | 8  | 5  | 32 | 29 | +3   |
| 5    | Alliance Dudelange        | 23  | 22 | 9  | 5  | 8  | 43 | 37 | +6   |
| 6    | Progrès Niedercorn        | 22  | 22 | 8  | 6  | 8  | 36 | 38 | -2   |
| 7    | Union Luxembourg (C)      | 21  | 22 | 8  | 5  | 9  | 44 | 47 | -3   |
| 8    | CS Grevenmacher           | 20  | 22 | 6  | 8  | 8  | 34 | 33 | +1   |
| 9    | SC Tétange                | 18  | 22 | 7  | 4  | 11 | 34 | 41 | -7   |
| 10   | National Schifflange (P)  | 18  | 22 | 4  | 10 | 8  | 29 | 39 | -10  |
| 11   | Jeunesse Wasserbillig (P) | 17  | 22 | 7  | 3  | 12 | 23 | 40 | -17  |
| 12   | Chiers Rodange            | 15  | 22 | 5  | 5  | 12 | 32 | 52 | -20  |

|  | Qualification pour la Coupe d'Europe des clubs champions 1959-1960                           |
|  | Relégation en Division d'Honneur                                                             |
|  | (T) Tenant du titre (C) Vainqueur de la Coupe du Luxembourg (P) : Promu de deuxième division |

## Bilan de la saison
| Championnat du Luxembourg de football 1958-1959 |                            |
| Champion                                        | Jeunesse d'Esch (6e titre) |
| Coupes et trophées                              |                            |
| Vainqueur de la Coupe du Luxembourg 1958-1959   | Union Luxembourg           |
| Qualifications continentales                    |                            |
| Coupe d'Europe des clubs champions 1959-1960    | Jeunesse d'Esch            |
| Promotions et relégations                       |                            |
| Promus en Division Nationale                    | Aris Bonnevoie             |
| Promus en Division Nationale                    | Fola Esch                  |
| Relégués en Division d'Honneur                  | Jeunesse Wasserbillig      |
| Relégués en Division d'Honneur                  | Chiers Rodange             |